# Habiba Djilani
Habiba Djilani ou Habiba Djilani Horchani (arabe : حبيبة الجيلاني الحرشاني), née le 17 septembre 1949 à Tunis et morte le 12 septembre 2007 dans la même ville, est la première chirurgienne tunisienne et la première spécialiste tunisienne et africaine du sein. 

## Études
Issue d'une famille bourgeoise tunisoise dont sont issus des marchands artisans au XIXe siècle, son grand-père Hadi est un caïd-gouverneur de renom alors que son père Ali est un homme d'affaires actif dans le textile et la confection, de même que dans la modernisation de ces domaines. Son frère Hédi est un homme d'affaires, syndicaliste et homme politique.
Habiba Djilani étudie au lycée Carnot de Tunis, où elle obtient un baccalauréat en juin 1967. En juin 1969, elle obtient un diplôme universitaire en sciences de la nature puis entreprend des études à la faculté de médecine de Tunis.
En octobre 1977, elle réussit le concours national de résidanat en médecine, entame une spécialisation en chirurgie générale et en chirurgie thoracique, notamment auprès du professeur Ezzedine Ennabli, puis se rend au Centre chirurgical Marie-Lannelongue en France. Habiba Djilani présente une thèse de doctorat en médecine intitulée Les traumatismes du foie.
Devenue professeure assistante en médecine en 1981, elle travaille au service de chirurgie générale de l'hôpital Charles-Nicolle de Tunis, au sein de l'équipe du professeur Ennabli, puis au service de chirurgie cardio-thoracique de l'hôpital Abderrahmen-Mami de pneumo-phtisiologie à l'Ariana.

## Fonctions
Elle est membre de diverses sociétés savantes et organisations, notamment le Croissant-Rouge tunisien où elle siège au comité central, et active au sein du ministère de la Santé. Elle rédige de nombreux articles médicaux dans le domaine de la chirurgie thoracique dans plusieurs revues médicales tunisiennes, françaises et internationales.

## Hommage
Le 20 octobre 2007, un hommage lui est rendu quarante jours après sa mort à la faculté de médecine de Tunis, où une salle prend son nom.